# Åke Campbell
Bror Åke Campbell, född 1 maj 1891 i Linköpings församling i Östergötlands län, död 14 oktober 1957 i Uppsala församling i Uppsala län, var en svensk etnolog. 
Åke Campbell var son till postmästaren Emil Lundgren och Amelie Kullman. Han växte upp i Gränna. Han var lärjunge till Carl Wilhelm von Sydow vid Lunds universitet och disputerade i Uppsala 1929 på en avhandling om skånskt 1700-tal.  Han forskade också om bland annat konflikten mellan samer och svenska nybyggare i övre Norrland. Han var föreståndare från 1930 för folkminnesavdelningen vid  Landsmåls- och folkminnesarkivet i Uppsala, docent i nordisk etnologi vid Uppsala universitet 1938 och fick professors namn 1952. Han tecknade även vinjetter och omslag för tidskriften Ord och bild och är representerad med tolv tuschteckningar vid Nationalmuseum.
Han gifte sig 1916 med läkaren Hjördis Lind-Campbell (1891–1984). Makarna är begravda på Uppsala gamla kyrkogård.